# Cerdedo-Cotobade
Cerdedo-Cotobade è un comune di 6.160 abitanti della provincia di Pontevedra. Il capoluogo è la località di Chan, nella parrocchia di Carballedo, in quello che era il vecchio comune di Cotobade.

## Storia
Il comune fu istituito con apposito decreto il 22 settembre 2016 a seguito della fusione dei due comuni di Cerdedo e Cotobade; entrò in funzione il 18 ottobre dello stesso anno.

## Geografia antropica
Appartiene a due comarche: il territorio del vecchio comune di Cerdedo a quella di Tabeirós – Terra de Montes, mentre quello del vecchio comune di Cotobade alla comarca di Pontevedra.
Il comune è formato dalle parrocchie civili di: Aguasantas, Almofrei, Borela, Carballedo, Caroi, Castro, Cerdedo, Corredoira, Figueiroa, Folgoso, Loureiro, Parada, Pedre, Quireza, Rebordelo, Sacos, San Xurxo de Sacos, Tenorio, Tomonde, Valongo, Viascón.